# 刘平源
刘平源（1936年1月—2020年10月8日），男，山东新泰人，中华人民共和国政治人物，曾任中华人民共和国邮电部副部长、中华全国集邮联合会会长。